# Матильда Швабська
Матильда Швабська (нім. Mathilde von Schwaben; прибл. 988/989 — 29 липня 1032) – член династії Конрадінів, була герцогинею Каринтії від першого шлюбу з герцогом Конрадом I і герцогинею Верхньої Лотарингії від другого шлюбу з герцогом Фрідріхом II. Вона відігравала активну роль у просуванні свого сина, герцога Конрада Молодшого, як кандидата на німецький престол у 1024 році та з цією метою листувалася з польським королем Мешко II Ламбертом.

## Родина
Матильда була дочкою герцога Германа II Швабського (пом. 1003) та його дружини Герберги (бл. 965/966–1019), доньки короля Бургундії Конрада I. У неї було багато знатних родичів. Через свого батька Матильда походила від оттонського короля Генріха Птахоплава; через матір від короля Франції Людовіка IV і Карла Великого.
Після смерті імператора Оттона III у 1002 році батько Матильди, герцог Герман, виступив проти обрання німецьким королем її двоюрідного брата, герцога Генріха IV Баварського, і висунув себе як суперника на трон. І Герман, і Генріх стверджували, що походять від Генріха Птахоплава, родоначальника династії Оттонів.

## Життя
Близько 1001/02 Матильда вийшла заміж за Конрада Карінтійського, сина герцога Оттона I, члена династії Саліїв. Конрад підтримав заяву свого батька на німецький престол у 1002 році. Їхній шлюб, можливо, був кровноспорідненим і тому був засуджений Генріхом II (суперником її батька, який тепер був коронований німецьким королем) на Синоді в Тіонвілі в січні 1003 року. Спалахнула гаряча дискусія; тим не менш, пара залишалася разом до смерті Конрада в 1011 році.
Після смерті герцога Конрада його неповнолітній син із Матильдою, Конрад Молодший, перейшов у спадок Каринтійського герцогства. Натомість король Генріх II поступився герцогством графу Адальберо Еппенштейну, який був одружений на сестрі Матильди, Беатріче. Матильда віддала Конрада Молодшого під опіку одному зі своїх салійських родичів Конраду Старшому (майбутній король Німеччини Конрад II). Через кілька років (бл. 1016/7) сестра Матильди Гізела Швабська вийшла заміж за Конрада Старшого. Матильда підтримувала добрі стосунки з подружжям. У 1019 році її зять підтримав її сина, Конрада Молодшого, коли той намагався повернути Каринтію у герцога Адальберо. Однак спроба виявилася невдалою і, можливо, спричинила Конрада Старшого у вигнання.

Герцогство Карінтія, близько 1000 р

Приблизно в 1012/13 роках сама Матильда вийшла заміж за свого другого чоловіка, графа Фрідріха Барського, сина герцога Теодоріка I Верхньої Лотарингії. Цей шлюб також був кровноспорідненим. Фрідріх став наступником свого батька в 1019 році; зазвичай кажуть, що він помер c. 1026 р., хоча можливо, що він жив до 1033 р.
Салійській єдності прийшов кінець, коли в 1024 році імператор Генріх II помер без спадкоємців: і швагер Матильди Конрад Старший, і її син Конрад Молодший висунули себе в якості кандидатів на престол як нащадки Генріха Птахоплава. Конрад Старший був обраний королем римлян (як Конрад II) на асамблеї в Камбі (біля Оппенгейма) у Рейнській Франконії 4 вересня 1024 року. Конрад Молодший відмовився прийняти нового короля, а його мати Матильда разом зі своїм другим чоловіком Фрідріхом і його лотарингським оточенням покинули це місце на знак протесту. Герцог Фрідріх продовжував підтримувати Конрада Молодшого, як і двоюрідний брат Конрада, герцог Ернест II Швабський.
Сама Матильда залишалася активною на захисті сина. Між 1025 і 1027 роками вона розпочала переговори з новим польським королем Мешком II Ламбертом, який також був у суперечці з Конрадом Старшим (королем Конрадом II), оскільки той відмовлявся визнавати Мешка королем і навіть вимагав від нього польських регалій. У той час як правління Мєшка ставилося під сумнів не лише Конрадом, але й його власними родичами П’ястів, Матильда подарувала йому цінний літургійний рукопис (Liber de Officiis divinis). На присвятній сторінці книги містився лист Матильди до Мешка (Epistola ad Mathildis Suevae Misegonem II Poloniae Regem), у якому вона називала його видатним королем, хвалила його за будівництво нових церков і знання латинської мови та бажала йому сили проти ворогів. Сторінка з присвятою також містила мініатюру, на якій було зображено Матильду, яка дає книгу Мєшку, який зображений у короні та сидить на троні.
Подарунок Матильди мав бажаний ефект, і Мєшко пообіцяв розпочати військові дії. Послідувало кілька бойових зіткнень; однак до 1028 року імператор Конрад II переміг усіх своїх супротивників. До 1030 року Матильда, здається, знову була в хороших стосунках з Конрадом II. Вона приєдналася до нього та своєї сестри, імператриці Гізели, при імператорському дворі в Інгельгаймі на Великдень 1030 року. У 1035 році імператор Конрад II остаточно позбавив Адальберо Каринтії за повстання проти нього та повернув Конраду Молодшому герцогство.
Після запису в Annalista Saxo іноді говорять, що Матильда вийшла заміж втретє, приблизно в 1026 році, за графа Есіко з Балленштедта. Таким чином, вона стала прародителькою саксонського дому Асканія; однак це неможливо, якщо її перший чоловік Фрідріх жив до 1033 року.

## Смерть
Матильда померла десь після Великодня 1030 року (коли вона була при імператорському дворі) і до січня 1034 року, коли імператор Конрад II за втручання своєї дружини Гізели видав грамоту в пам'ять про її смерть. Часто кажуть, що вона померла 29 липня 1032 року. Її поховали у Вормському соборі. Після смерті Матильди її маленьких дочок (Беатріс і Софі) від другого шлюбу з Фрідріхом усиновила її сестра, імператриця Гізела.

## Діти
Зі своїм першим чоловіком, Конрадом, Матильда мала:
- Конрад II, герцог Каринтії[6]
- Вюрцбурзький єпископ Бруно
- Ґізела (?), яка вийшла заміж за графа Герхарда з Меца, братом якого був Бруно з Тула (пізніше Папа Григорій V).

Зі своїм другим чоловіком, Фредеріком, Матильда мала:
- Фрідріх III, герцог Верхньої Лотарингії
- Беатріче Барська[14]
- Софі, графиня Барська.[15]

Якщо вона була одружена з Есіко з Балленштедта, то Матильда мала:
- Адальберт II, граф Балленштедт
- Аделаїда Балленштадтська, дружина Тіемо з Шраплау.

## Зовнішні посилання
- Epistolae: Середньовічні жіночі латинські листи: Матильда Швабська (Коротка біографія Матильди та англійський переклад її листа до польського короля Мєшка II)
- Матильда фон Швабен (німецькою)